# Кінгайм (Німеччина)
Кінгайм (нім. Kinheim) — громада в Німеччині, розташована в землі Рейнланд-Пфальц. Входить до складу району Бернкастель-Віттліх. Складова частина об'єднання громад Трабен-Трарбах.
Площа — 9,07 км2. Населення становить 792 ос. (станом на 31 грудня 2020).

## Галерея

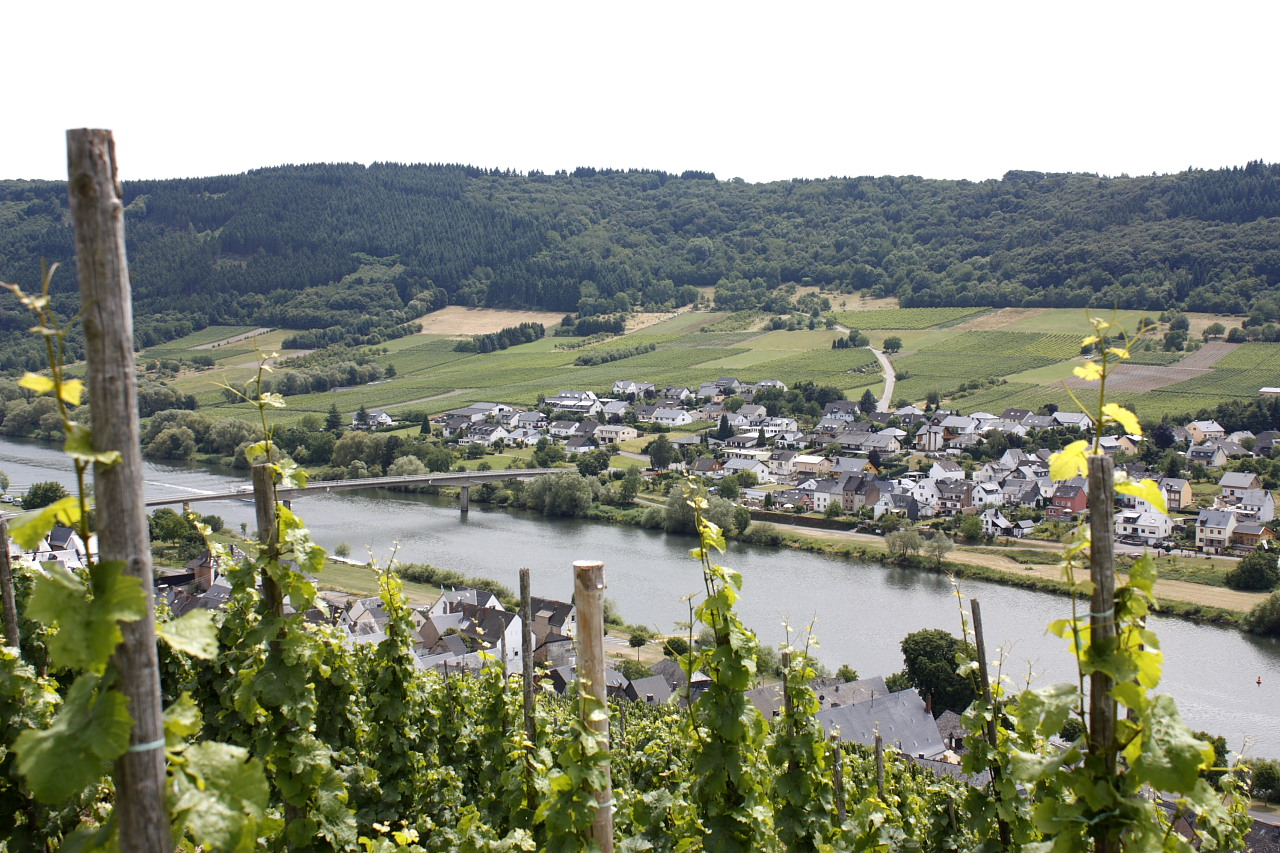
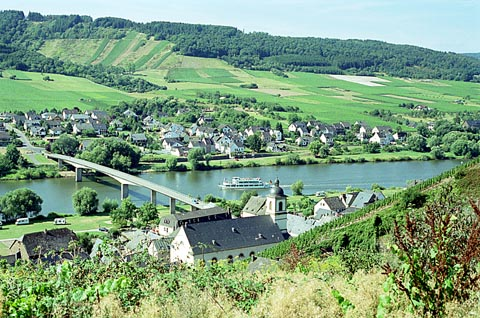
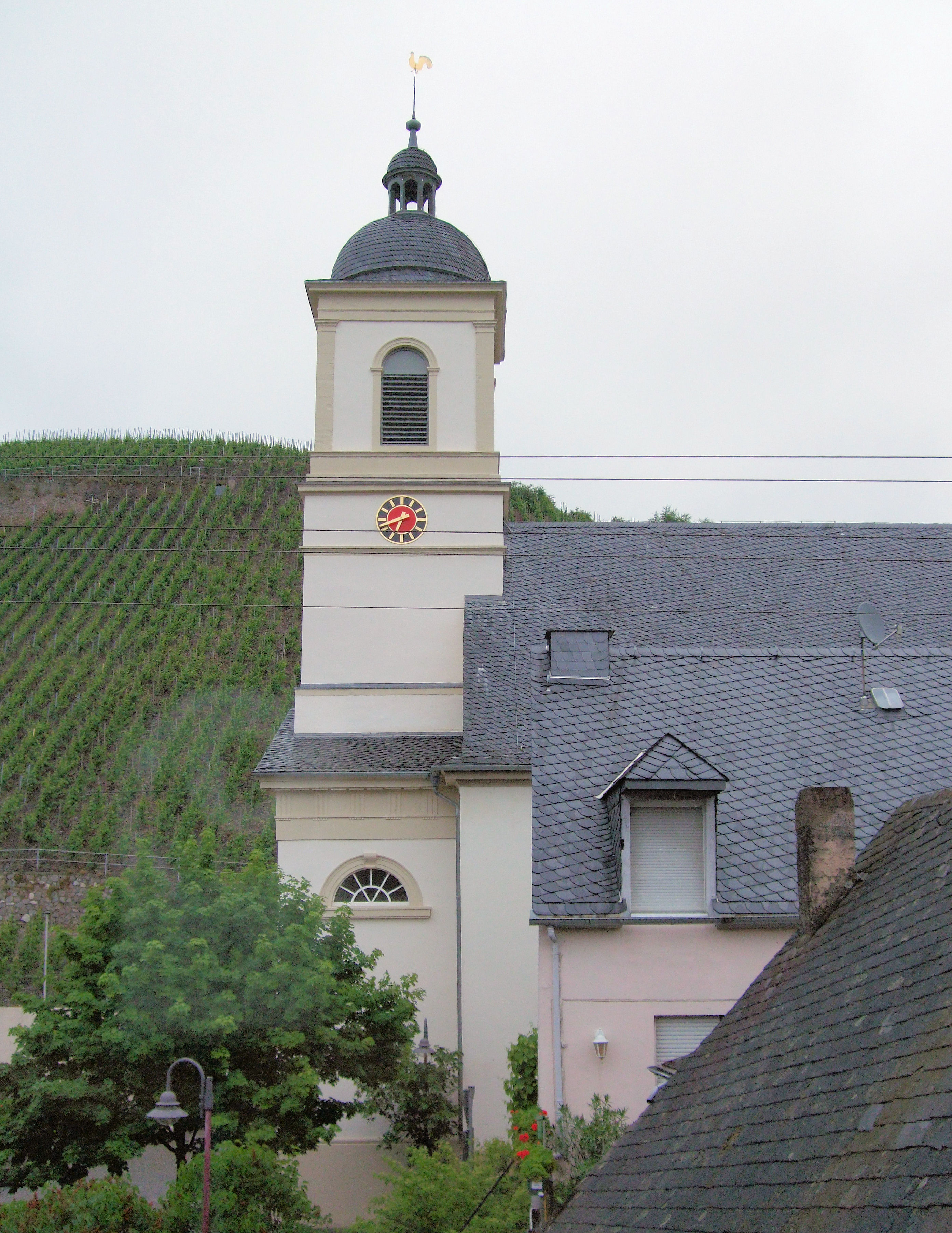